# 東安湖体育公園

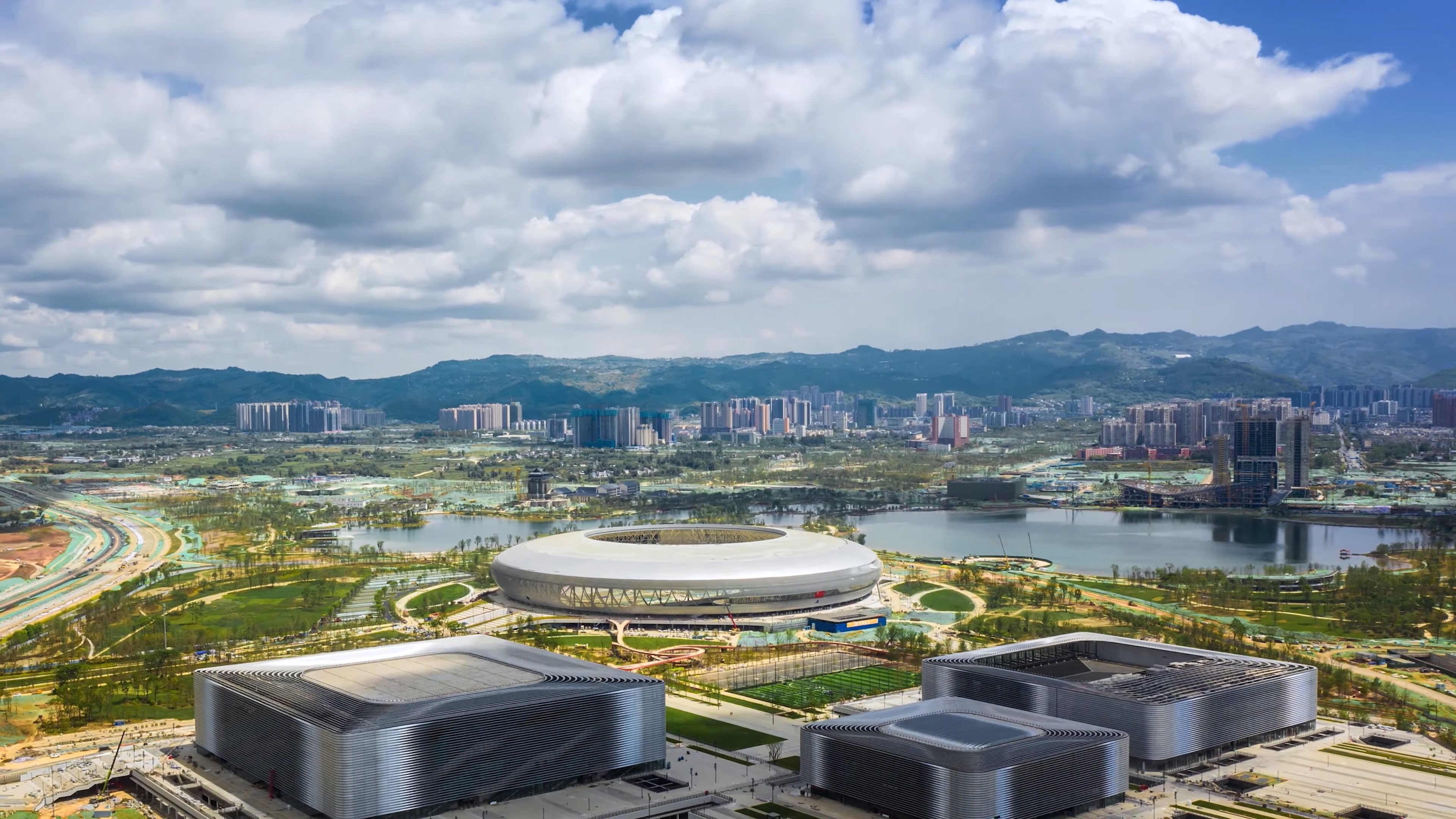
東安湖体育公園

東安湖体育公園（とうあんこたいいくこうえん、中: 东安湖体育公园）は中華人民共和国四川省成都市竜泉駅区にある総面積38万㎡のスポーツ施設。2021年FISUワールドユニバーシティゲームズのために建設された。

## 施設

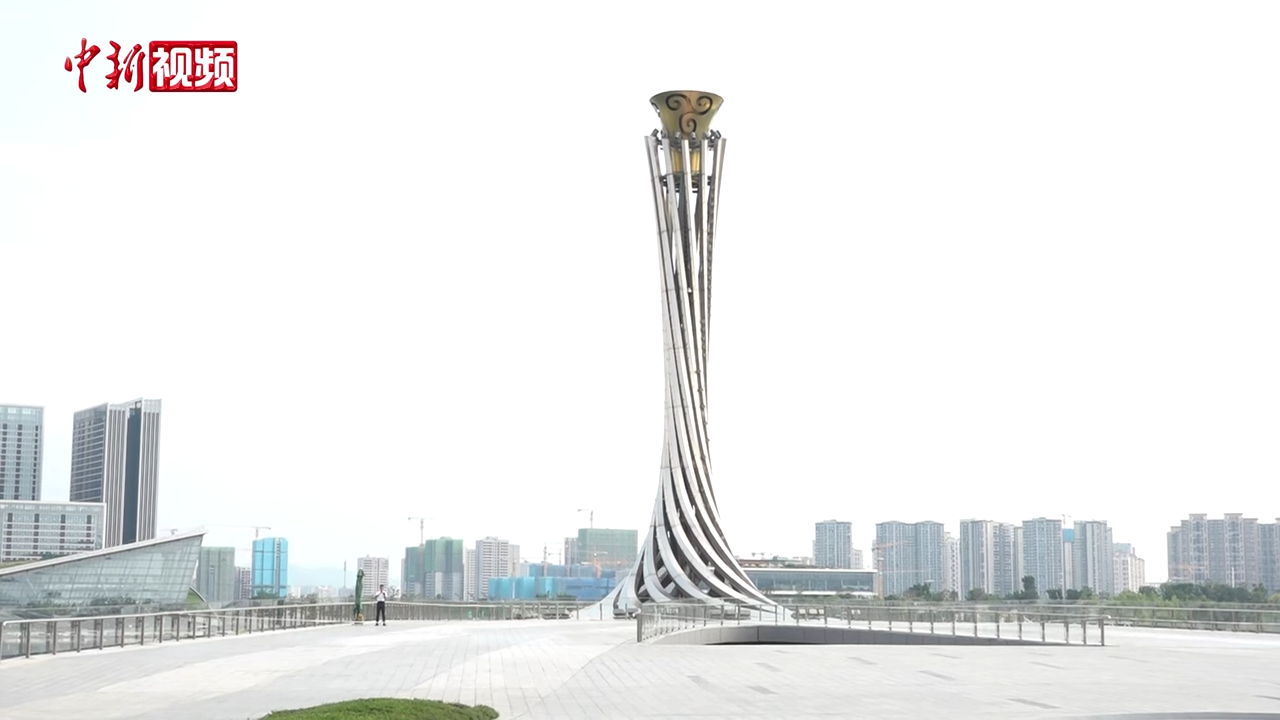
聖火台

施設は主競技場と三館の施設から成り立つ。2018年に着工されたが新型コロナの影響で一時建設中断していた

### 主競技場

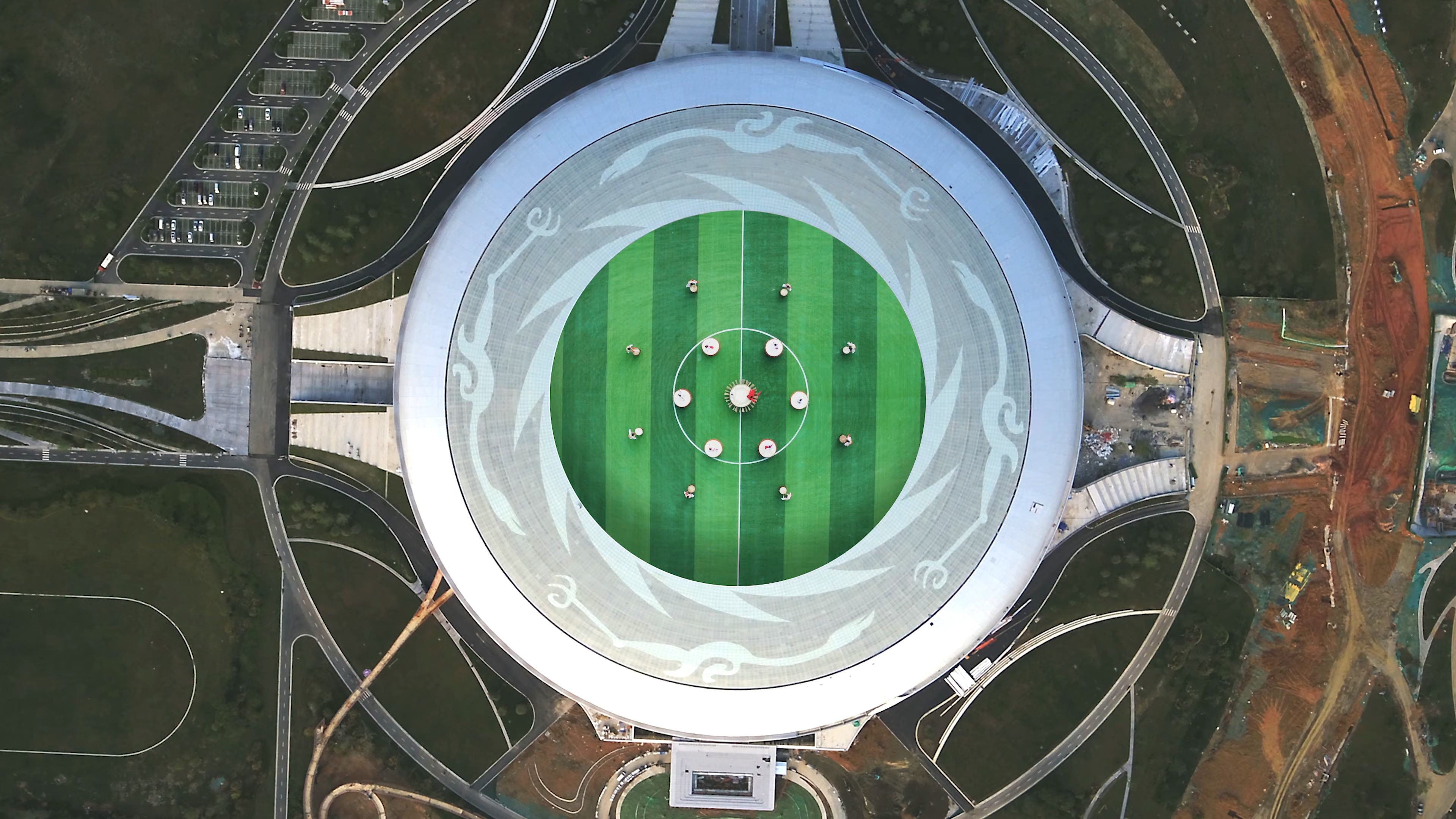
主競技場

主競技場は最大4万人収容。設計は中国建築第八工程局。WUGでは開会式のほか、陸上競技が実施された。

### 三館

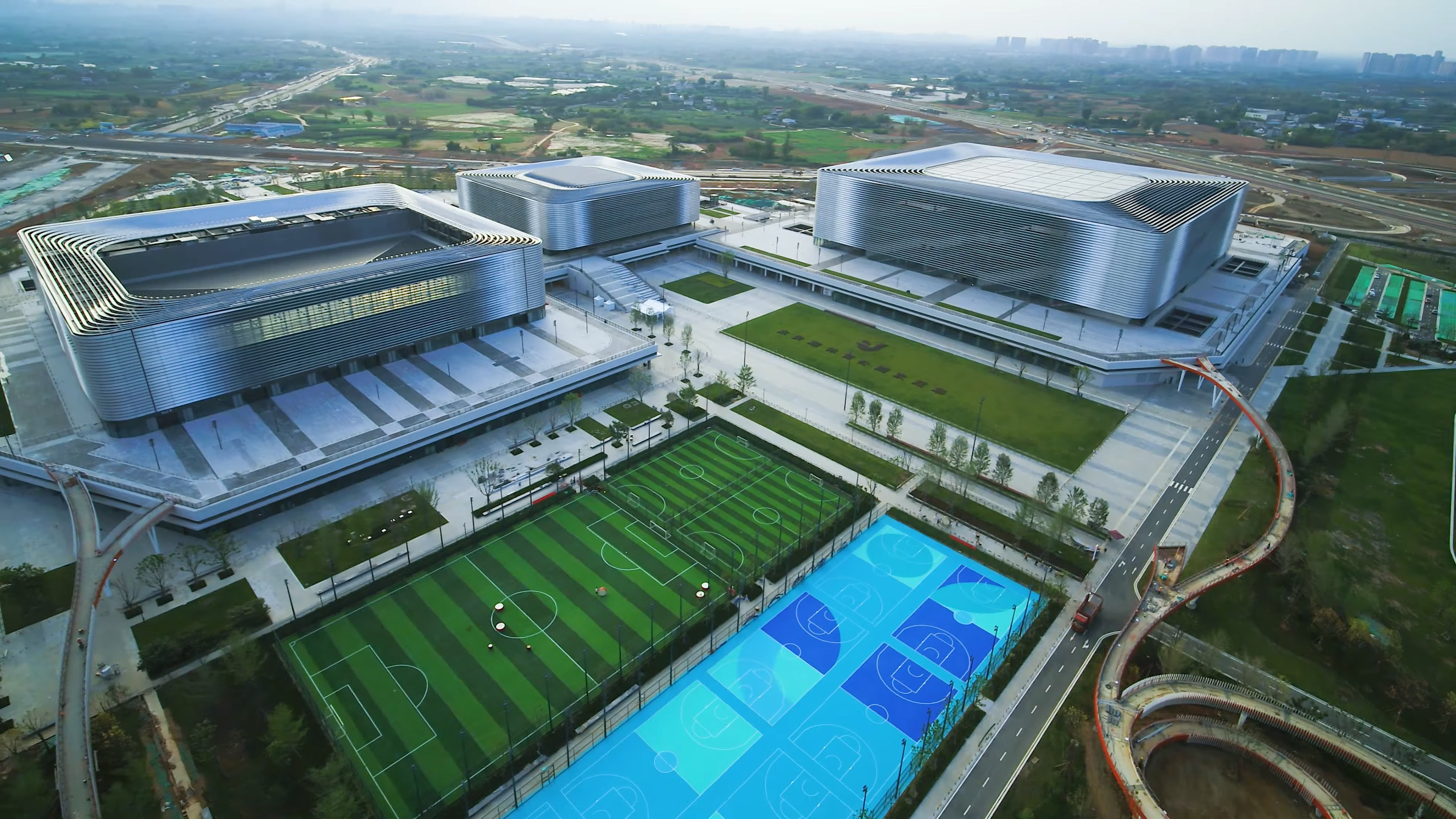
三館

三館はいわゆる多目的アリーナ、水泳場、小アリーナのことを指す。設計はゲルカン・マルク・アンド・パートナー。
多目的アリーナは18000名収容。水泳場は5000名、小アリーナもWUGでは体操競技の練習場として使用された。